# Индекс накопления/распределения
Индекс накопления/распределения или линия накопления/распределения (англ. accumulation/distribution index) — индикатор технического анализа рынка, который помогает подтвердить или опровергнуть силу текущего тренда.
Линия накопления/распределения была разработана Марком Чайкиным для оценки совокупного денежного потока.
Линия накопления/распределения основывается на данных об объёме торгов, но использует данные внутри периода для вычисления важного параметра CLV. По своей сути, линия накопления/распределения является развёрнутой версией индикатора балансового объёма, что делает индикатор достаточно важным, чтоб включить его в аналитический инструментарий.

## Гипотеза
Гипотеза, на которой основаны линия накопления/распределения и балансовый объём, состоит в том, что объём опережает цену, и что по изменениям в объёме торгов можно предсказать направление движения цены.

## Методика построения
Для каждого торгового периода вычисляется значение функции накопления/распределения:
{\displaystyle CLV={(close-low)-(high-close) \over high-low}\times volume,}
где {\displaystyle CLV} — значение функции накопления/распределения; {\displaystyle close,low,high} — соответственно цены закрытия, минимальная и максимальная цены периода; {\displaystyle volume} — объём торгов.
Линия накопления/распределения строится как кумулятивное значение данной функции (сумма нарастающим итогом):
{\displaystyle accdist_{t}=accdist_{t-1}+CLV,}
где {\displaystyle accdist_{t}} — текущее значение индекса накопления/распределения, {\displaystyle accdist_{t-1}} — предыдущее значение индекса накопления/распределения, {\displaystyle CLV} — текущее значение функции накопления/распределения.
Значение индекса накопления/распределения в первом из рассматриваемых периодов ({\displaystyle accdist_{1}}) численно равно значению функции накопления/распределения в этом же периоде ({\displaystyle CLV_{1}}):
{\displaystyle accdist_{1}=CLV_{1}.}

## Торговая стратегия
Для работы с индексом накопления/распределения могут быть использованы стандартные методы технического анализа по выявлению трендов и циклов.
Например, может быть использована следующая стратегия:
- покупать (открывать длинную позицию) когда линия накопления/распределения пересечёт свою экспоненциальную скользящую среднюю снизу вверх;
- продавать (открывать короткую позицию) когда линия накопления/распределения пересечёт свою экспоненциальную скользящую среднюю сверху вниз.

## Дополнительные способы использования
На основе двух линий накопления/распределения может быть построен Осциллятор Чайкина.
Для его построения в оригинале используются 10-дневная и 3-дневная экспоненциальные средние индекса накопления/распределения.